# 5799 Brewington
Az 5799 Brewington (ideiglenes jelöléssel 1980 TG4) a Naprendszer kisbolygóövében található aszteroida. Carolyn Shoemaker fedezte fel 1980. október 9-én.